# Aurel Căciulă
Aurel Căciulă (n. 5 noiembrie 1959) este un deputat român, ales în 2016.